# Árpád Szakasits

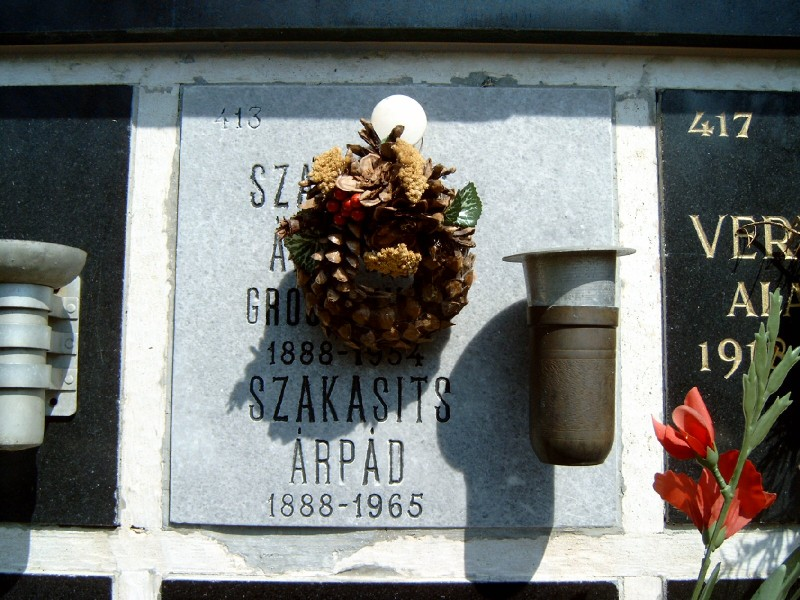
Grafsteen

Árpád Szakasits (Boedapest, 6 december 1888 - aldaar, 3 mei 1965) was van 1948 tot 1950 president van Hongarije.
Szakasits was stratenmaker en timmerman. In 1918 sloot hij zich aan bij de Sociaaldemocratische Partij. Szakasits vertegenwoordigde de linkervleugel van zijn partij. Hij werd voorzitter van een sociaaldemocratische vakbond en raakte met regelmaat in conflict met de rechtse Hongaarse regent, admiraal Miklós Horthy, wiens regime hij bestreed. Tijdens de Tweede Wereldoorlog trad hij naar voren als tegenstander van Hongarijes alliantie met de Duitsers.
In oktober 1944, toen de agenten van regent Horthy met de geallieerden over een wapenstilstand onderhandelden, steunde Szakasits hem en vroeg hij om wapens om de arbeiders van Boedapest te bewapenen. Horthy ging akkoord maar door tijdig Duits ingrijpen gingen de plannen niet door en vielen de voor de arbeidersmilities bedoelde wapens in handen van de fascistische Pijlkruisers.
Na de bevrijding van Hongarije in maart 1945 werd Szakasits tot secretaris-generaal van de Sociaaldemocratische Partij gekozen en streefde hij nauwe samenwerking met de communisten na. Szakasits' koers riep veel verzet op binnen de Sociaaldemocratische Partij. Szakasits, die de steun ontving van de communisten en de linkse leden van het uitvoerende comité van de Sociaaldemocratische Partij, zoals György Marosán, werd in 1945 vicepremier van de regering (tot 1947). In de sociaaldemocratische partij werden de tegenstanders van Szakasits (zoals mevr. Anna Kéthly) in de loop van 1947 uit de partij gezet.
Aanvankelijk in februari 1948 nog een tegenstander van een fusie met de Hongaarse Communistische Partij, ging hij in juni 1948 overstag toen de Sociaaldemocratische Partij uiteindelijk met de Hongaarse Communistische Partij fuseerde. Szakasits werd de eerste partijpresident van de nieuwe Hongaarse Arbeiderspartij (MDP).
Op 3 augustus 1948 werd Ápád Szakasits beëdigd als staatspresident van Hongarije. Na de afschaffing van deze post op 20 augustus 1949, werd hij President van de Presidentiële Raad (staatshoofd). In april 1950 werd hij door de communistische partijbaas Mátyás Rákosi onder druk gezet om af te treden, hetgeen hij echter weigerde. Korte tijd daarna ontving hij een belastende brief van Rákosi waarin stond dat hij tijdens het Horthy-regime had samengewerkt met de politie om de arbeiders te onderdrukken. Op 8 mei 1950 trad Szakasits af als president en kort daarna werd hij door de gevreesde geheime dienst ÁVH opgepakt en later tot tien jaar tuchthuis veroordeeld. In 1953 kwam hij vrij en in 1956 werd hij gerehabiliteerd.
Tot zijn dood was Szakasits voorzitter van de Schrijversbond.